# Термітна суміш

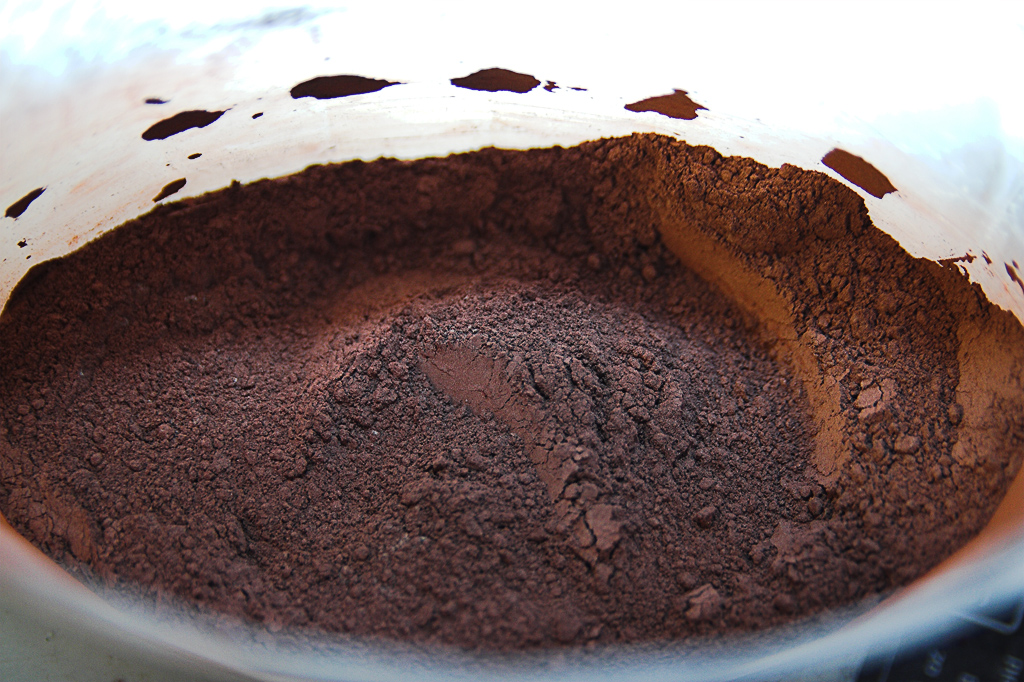
Термітна суміш на основі оксиду заліза(III)

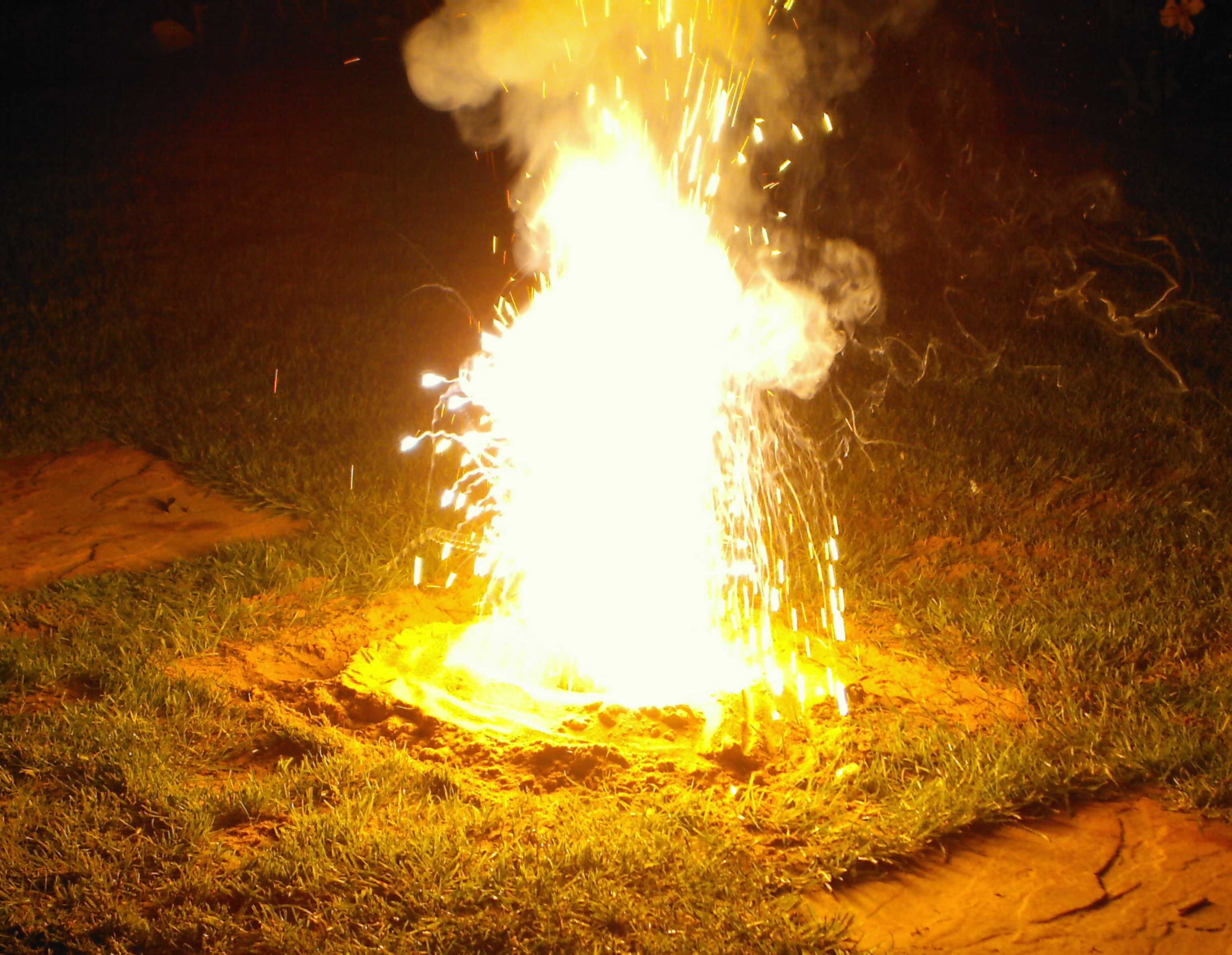
Палаюча термітна суміш

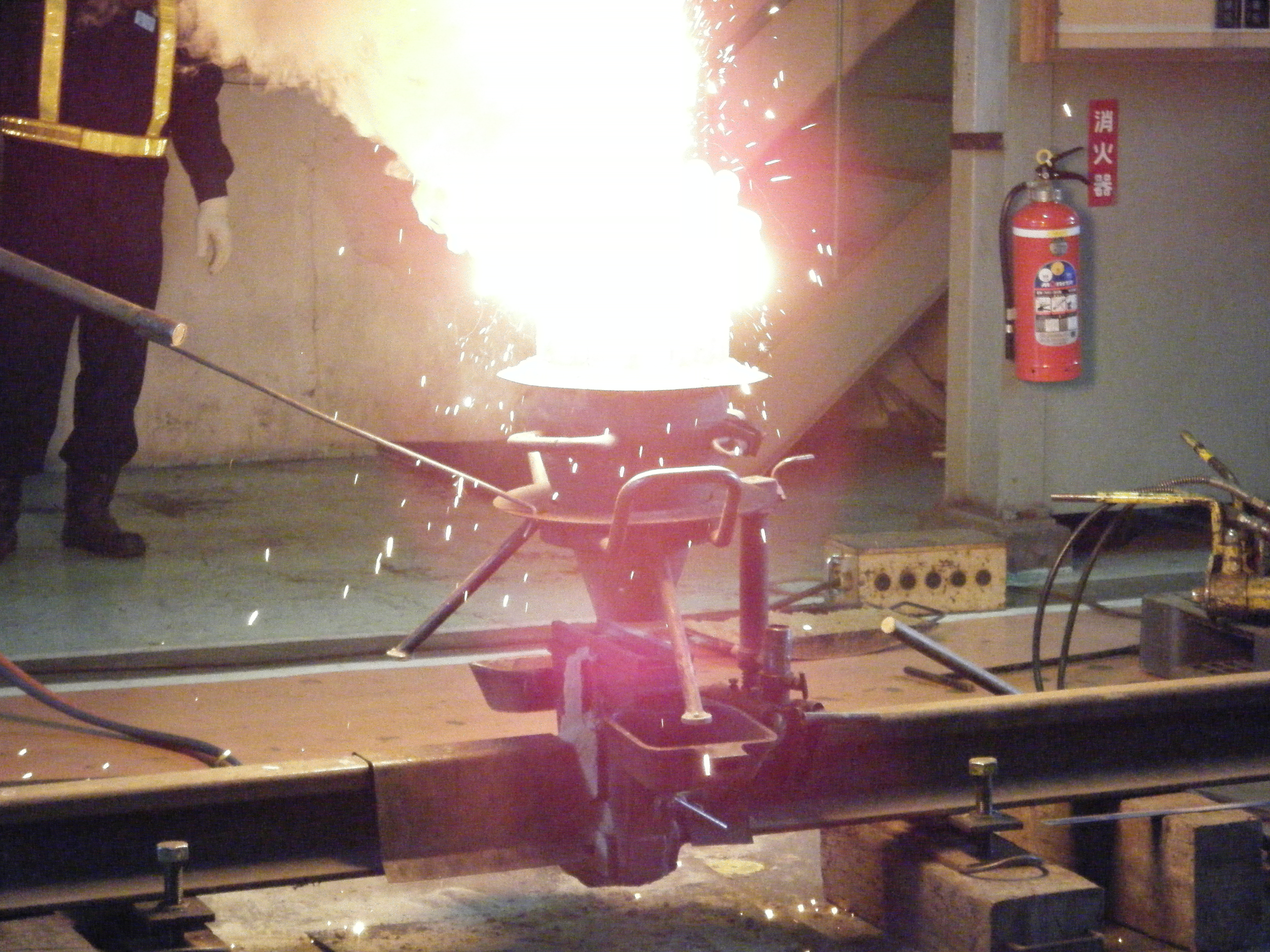
Процес термітного зварювання залізничних рейок

Термі́тна су́міш або термі́т (нім. Thermit® від грец. therme — жар, тепло) — порошкувата суміш алюмінію (рідше магнію) з оксидами деяких металів (заліза, нікелю тощо).
При займанні суміш інтенсивно згоряє з виділенням великої кількості тепла (температура горіння становить 2300–2700 °C). Суміш підпалюють спеціальним запалом (суміш пероксиду барію, магнію і натрію). Кількісне співвідношення компонентів суміші визначається стехіометричним співвідношенням.

## Історична довідка
Терміт винайшов у 1883 і запатентував у 1895 році німецький хімік Ганс Ґольдшмідт нім. Johannes (Hans) Wilhelm Goldschmidt), через що процес горіння терміту отримав назву «реакція Ґольдшмідта» або «процес Ґольдшміта».
На перших порах застосовувався як паливо при виробництві чистих металів без використання вугілля, але дуже швидко знайшов застосування для потреб технологій зварювання. Перше промислове використання терміт знайшов при зварюванні трамвайних колій в Ессені у 1899.

## Особливості реалізації
Найпоширенішим є залізо-алюмінієвий терміт у складі: 75% Fe2O3; 25% Al (містить окалину або багату залізну руду), що використовується при термітному зварюванні залізничних рейок та при відливанні великогабаритних деталей. При хімічній реакції алюміній відновлює залізо з оксиду, оскільки утворює міцніші зв'язки з киснем з виділенням значної кількості теплової енергії
Fe2O3 + 2 Al → 2 Fe + Al2O3    ΔH = −851,5 кДж/моль
Температура займання такого терміту становить близько 1300 °C (запалювальної суміші — 800 °C); залізо і шлак, що утворюються в результаті екзотермічної хімічної реакції нагріваються до 2400 °C. Іноді у склад залізного терміту вводять залізну стружку, легувальні присадки і флюси.
Для випадку, коли термітна суміш створена на базі подвійного оксиду заліза (FeO·Fe2O3 або Fe3O4), оптимальні пропорції становлять 23,7 % алюмінію 76,3 % оксиду. Перебіг екзотермічної реакції записується рівнянням:
3Fe3O4 + 8Al → 4Al2O3 + 9Fe;    ΔH = −3347,6 кДж/моль
Крім алюмінію можуть використовуватись й інші метали:
- Mg (31 %) + Fe2O3 (69 %)
- Ca (43 %) + Fe2O3 (57 %)
- Ti (31 %) + Fe2O3 (69 %)
- Si (21 %) + Fe2O3 (79 %)

Термітно-запалювальні суміші:
- Ba(NO3)2 (26 %) + Fe3O4 (50 %) + Al (24%)
- Ba(NO3)2 (37,5 %) + Al (26,5%) + вугілля (3 %) + сполучні речовини типу шелаку (23 %)
- Fe2O3 (21 %) + Al (13 %) + Ba(NO3)2 (44 %) + KNO3 (6 %) + Mg або Fe (12 %) + сполучні речовини (4 %)

## Використання
Створені терміти для зварювання телефонних проводів, а також проводів ліній електропередач. У військовій техніці терміт використовується як запалювальна речовина. У виробництві феросплавів терміт з додаванням флюсів використовується як шихта.

## Термат
Терматна суміш являє собою терміт, збагачений окислювачем на основі солі (зазвичай нітратами, наприклад, нітратом барію — Ba(NO3)2 або пероксидами). На відміну від термітів, термати горять із виділенням полум'я та газів. Присутність окислювача полегшує займання суміші і покращує проникнення в ціль палаючим складом, оскільки газ, що виділяється, викидає розплавлений шлак і забезпечує механічне перемішування. Цей механізм робить термат більш відповідним, ніж терміт, для запальних цілей та для аварійного руйнування чутливого обладнання (наприклад, криптографічних пристроїв), оскільки ефект термітів більш локалізований.